# Spooklight
Das Spooklicht (auch bekannt als Hornet Spooklight, Hollis Light und Joplin Spook Light) ist ein atmosphärisches Geisterlicht an der Grenze zwischen dem südwestlichen Missouri und dem nordöstlichen Oklahoma. Dies liegt wenige Meilen westlich der kleinen Stadt Hornet, Missouri. Das Phänomen wird durch die Fehldeutung entfernter Autoscheinwerfer verursacht.

## Ursprung und Geschichte
Ein Ost-West-Abschnitt der Route 66, südlich von Quapaw in Oklahoma, liegt in einer Linie mit einer Landstraße namens E 50. Umgangssprachlich ist er bekannt als "Spooklight Road", etwa zehn Meilen (16 km) östlich davon, auf der anderen Seite des Spring River. Wenn man von höheren Punkten entlang der E 50 blickt, werden die Autoscheinwerfer, abhängig von der Ausrichtung, auf der Route 66 nach Osten in der Ferne unerwartet sichtbar. Für die Beobachtenden entsteht hierdurch der Eindruck des Geisterlichtes.
Der erste gedruckte Bericht darüber stammt von AB MacDonald in der Januarausgabe 1936 der Kansas City Star. Das Phänomen wurde wiederholt durch Experimente mit Feuerwerkskörpern, Scheinwerfern und blinkenden Autoscheinwerfern entlang der Route 66 demonstriert, die von Beobachtern auf der Spooklight Road gesehen wurden. Einige dieser inszenierten Experimente fanden 1946 von Thomas Sheard, 1955 von einer Gruppe aus Kansas City unter der Leitung von Robert Gannon und 1965 und 2015 von Allen Rice und seinen "Boomers"-Detektiven statt.
Wie bei den meisten angeblichen Geisterlichtern haben Geschichtenerzähler Mythen rund um das Spooklight geschaffen, um zu behaupten, es existiere schon seit der Erfindung der Autos, aber keine dieser Behauptungen kann durch gedruckte Quellen belegt werden. Gründliche Recherchen des Journalisten Paul W. Johns ergaben, dass es keine Aufzeichnungen über das Spooklight vor 1926 gibt, dem Jahr, in dem dieser Abschnitt der Route 66 ausgewiesen wurde.
In den 1960er Jahren gab es ein Spooklight-Museum am östlichen Ende der E 50. In einem Artikel der Popular Mechanics bezeichnete Gannon es als eine "Touristenfalle, die es nicht ganz schafft". Es hatte ein Teleskop mit drei Zoll (76 mm), das es den Leuten ermöglichte, das Licht zu betrachten. Jedoch hatten die Besitzer es so eingerichtet, dass man durch ein halb Zoll großes Loch in der Wand schaute, was das Eindringen von Regen verhinderte. Gannon brachte ein vergleichbares Teleskop mit und erklärte, dass, obwohl das bloße Auge ein Licht wahrnahm, man durch sein Teleskop das Spooklight als Autoscheinwerfer erkannte, die immer paarweise kamen.
Der Glaube an das angebliche Geheimnis des Geisterlichts wurde über Generationen hinweg von lokalen Unternehmen und Handelskammern gefördert, die es als Chance für Einnahmen durch den Tourismus sahen. 1969 veröffentlichte die Missouri Chamber of Commerce eine Pressemitteilung in vielen Zeitungen mit falschen Behauptungen wie beispielsweise, dass Wissenschaftler, welche verschiedene technische Geräte verwendeten, die Herkunft des Lichts nicht bestimmen könnten. Die Joplin Chamber of Commerce veröffentlichte 1955 einen Reiseführer, The Tri-State Spook Light, und die Neosho Chamber of Commerce brachte 1963 ihren eigenen heraus. In den 1950er Jahren veröffentlichte die Missouri Division der U.S. Brewers Foundation Anzeigen, die das Spooklight förderten und darauf hinwiesen, dass sie dachten, dies würde zu einem Anstieg der Bierverkäufe an Touristen führen.

## Mythologie
Es gibt zahlreiche Legenden, die den Ursprung des Spooklight erklären:
- Geister zweier junger Native American Liebender auf Suche nach einander
- Geist eines ermordeten Osage-Häuptlings.[9]
- "Geist einer Quapaw-Jungfrau, die sich im Fluss ertränkte, als ihr Krieger in der Schlacht getötet wurde."[9]
- Laterne des Geistes eines Bergarbeiters, der nach seinen von Native American gestohlenen Kindern sucht.[3]

In der Online-Überlieferung über das Geisterlichts wird oft wiederholt, dass jemand, möglicherweise namens Foster Young, irgendwann in den 1880er Jahren ein Manuskript mit dem Titel The Ozark Spook Light veröffentlicht habe. Dies wird als Widerlegung der Erklärung der entfernten Autoscheinwerfer angeführt, aber es wurden keine Beweise dafür vorgelegt, dass entweder das Dokument oder der angebliche Autor jemals existiert haben.

## Bibliographie
- Vance Randolph, Ozark Magic and Folklore, 1947 (Dover, 2003, ISBN 978-0486211817)
- Robert Gannon, Balls O'Fire – PM Tracks Down Ozark Spooklight, in Popular Mechanics, September 1965, S. 116